# Sōja
Sōja (総社市?) è una città giapponese della prefettura di Okayama.